# Associazione Sportiva Livorno Calcio 2013-2014
Questa voce raccoglie le informazioni riguardanti l'Associazione Sportiva Livorno Calcio nelle competizioni ufficiali della stagione 2013-2014.

## Stagione
Il campionato 2013-2014 si chiude con un'immediata retrocessione per il neopromosso Livorno: il ritorno in Serie B diviene certo al penultimo turno, per la sconfitta interna (0-1) contro la Fiorentina. La Serie A è sempre amara per il Livorno, alle retrocessioni del 2008 e del 2010, si aggiunge anche quella del 2014, con l'ultimo posto in classifica. Alla guida degli amaranto viene confermato il tecnico della promozione Davide Nicola alla prima esperienza nella massima serie. La partenza è discreta, arrivano le vittorie con Sassuolo e Catania il pareggio (0-0) a Marassi col Genoa, poi la difesa inizia a prendere troppe reti. Il 3 novembre illude la vittoria (1-0) sull'Atalanta, ma è l'ultimo sorriso per alcuni mesi. Davide Nicola viene sostituito da Attilio Perotti nella prima del ritorno (3-0) con la Roma, subito dopo da Mimmo Di Carlo. Il Livorno sembra riprendersi, batte Sassuolo e Cagliari, ferma Napoli e Inter. La rocambolesca sconfitta di Marassi con la Sampdoria del 9 marzo fa male, da (0-2) a (4-2) per la Doria è un segnale denso di nubi. Infatti non basterà vincere lo scontro diretto con il Bologna, avere il buon bottino di 15 reti da Paulinho, il richiamo di Davide Nicola in panchina, il campionato si chiude con 25 punti, ed il mesto ritorno in Serie B.
In Coppa Italia, la squadra labronica esce al terzo turno, sconfitta al Picchi (0-1) contro il Siena.

## Divise e sponsor
Lo sponsor tecnico è anche per questa stagione Legea, mentre quello ufficiale è Banca Carige.
| Casa | Tresferta | Terza divisa |

## Rosa
Rosa aggiornata al 17 aprile 2014.
| N. |                     | Ruolo | Calciatore             |
| -- | ------------------- | ----- | ---------------------- |
| 1  | Italia (bandiera)   | P     | Francesco Bardi        |
| 2  | Italia (bandiera)   | D     | Cristiano Piccini      |
| 3  | Germania (bandiera) | D     | Giuseppe Gemiti        |
| 5  | Svizzera (bandiera) | D     | Saulo Decarli          |
| 7  | Italia (bandiera)   | D     | Paolo Castellini       |
| 9  | Brasile (bandiera)  | A     | Paulinho               |
| 10 | Italia (bandiera)   | C     | Andrea Luci (capitano) |
| 11 | Italia (bandiera)   | D     | Alessandro Lambrughi   |
| 14 | Colombia (bandiera) | C     | Jonny Mosquera         |
| 15 | Senegal (bandiera)  | D     | Ibrahima Mbaye         |
| 17 | Italia (bandiera)   | D     | Federico Ceccherini    |
| 19 | Italia (bandiera)   | C     | Leandro Greco          |
| 20 | Svizzera (bandiera) | A     | Innocent Emeghara      |
| 21 | Algeria (bandiera)  | A     | Ishak Belfodil         |

| N. |                      | Ruolo | Calciatore             |
| -- | -------------------- | ----- | ---------------------- |
| 22 | Italia (bandiera)    | P     | Luca Anania            |
| 23 | Brasile (bandiera)   | D     | Emerson                |
| 24 | Italia (bandiera)    | C     | Marco Benassi          |
| 26 | Italia (bandiera)    | A     | Luca Siligardi         |
| 27 | Italia (bandiera)    | C     | Marco Biagianti        |
| 28 | Italia (bandiera)    | C     | Pasquale Schiattarella |
| 29 | Colombia (bandiera)  | A     | Miguel Borja           |
| 33 | Argentina (bandiera) | D     | Nahuel Valentini       |
| 37 | Italia (bandiera)    | P     | Gabriele Aldegani      |
| 41 | Ghana (bandiera)     | C     | Joseph Alfred Duncan   |
| 77 | Italia (bandiera)    | D     | Leandro Rinaudo        |
| 85 | Italia (bandiera)    | D     | Andrea Coda            |
|    | Italia (bandiera)    | P     | Alfonso De Lucia       |

## Calciomercato

### Sessione estiva(dal 1/7 al 4/9)
| Acquisti         | Acquisti          | Acquisti   | Acquisti            |
| R.               | Nome              | da         | Modalità            |
| ---------------- | ----------------- | ---------- | ------------------- |
| P                | Luca Anania       | Padova     | definitivo          |
| P                | Francesco Bardi   | Inter      | prestito            |
| P                | Alfonso De Lucia  | Nocerina   | fine prestito       |
| D                | Andrea Coda       | Udinese    | prestito            |
| D                | Ibrahima Mbaye    | Inter      | prestito            |
| D                | Cristiano Piccini | Fiorentina | prestito            |
| D                | Leandro Rinaudo   |            | svincolato          |
| D                | Nahuel Valentini  |            | svincolato          |
| C                | Marco Benassi     | Inter      | prestito            |
| C                | Marco Biagianti   | Catania    | definitivo          |
| C                | Leandro Greco     | Olympiacos | definitivo          |
| C                | Jonny Mosquera    | Envigado   | definitivo          |
| A                | Innocent Emeghara | Siena      | prestito            |
| A                | Miguel Borja      | La Equidad | definitivo          |
| Altre operazioni |                   |            |                     |
| R.               | Nome              | da         | Modalità            |
| P                | Gabriele Aldegani | Nocerina   | rinnovo prestito    |
| D                | Saulo Decarli     | Chiasso    | riscatto cartellino |
| D                | Jacopo Galli      | Lucchese   | fine prestito       |
| D                | Antonio Meola     | Lumezzane  | fine prestito       |
| D                | Riccardo Regno    | Gubbio     | fine prestito       |
| C                | Rubén Botta       | Inter      | prestito            |
| C                | Dario Colombi     | Foligno    | fine prestito       |
| C                | Alfred Duncan     | Inter      | rinnovo prestito    |
| C                | Matteo Lignani    | Kriens     | fine prestito       |
| C                | Lorenzo Remedi    | Pontedera  | fine prestito       |
| A                | Andrej Gălăbinov  | Gubbio     | fine prestito       |
| A                | Filippo Moscati   | Gavorrano  | fine prestito       |

| Cessioni         | Cessioni              | Cessioni        | Cessioni                         |
| R.               | Nome                  | a               | Modalità                         |
| ---------------- | --------------------- | --------------- | -------------------------------- |
| P                | Luca Mazzoni          | Padova          | prestito con diritto di riscatto |
| P                | Vincenzo Fiorillo     | Sampdoria       | fine prestito                    |
| D                | Alessandro Bernardini | Chievo          | prestito con diritto di riscatto |
| D                | Simone Salviato       | Novara          | definitivo                       |
| C                | Mirko Bigazzi         | Olhanense       | prestito                         |
| C                | Savvas Gentsoglou     | Sampdoria       | fine prestito                    |
| C                | Andrea Molinelli      | Südtirol        | compartecipazione                |
| C                | Antonio Vacca         | Benevento       | fine prestito                    |
| A                | Gastón Cellerino      |                 | svincolato                       |
| A                | Simone Dell'Agnello   | Südtirol        | prestito                         |
| A                | Federico Dionisi      | Olhanense       | prestito                         |
| Altre operazioni |                       |                 |                                  |
| R.               | Nome                  | a               | Modalità                         |
| D                | Jacopo Galli          | Pontedera       | compartecipazione                |
| D                | Antonio Meola         | Paganese        | prestito                         |
| C                | Marco Moscati         | Perugia         | rinnovo prestito                 |
| C                | Dario Colombi         | Grosseto        | definitivo                       |
| C                | Matteo Lignani        |                 | svincolato                       |
| C                | Jürgen Prutsch        | Barletta        | definitivo                       |
| C                | Lorenzo Remedi        |                 | svincolato                       |
| A                | Andrej Gălăbinov      | Avellino        | prestito                         |
| A                | Bryan Gioè            | Grosseto        | prestito                         |
| A                | Filippo Moscati       | Pro Patria      | prestito                         |
| A                | Antonio Piccolo       | Virtus Lanciano | compartecipazione                |

## Risultati

### Serie A

#### Girone d'andata
| Arbitro: | Massa (Imperia) |

|  |           |                           |
|  | Marcatori | 65’ De Rossi 67’ Florenzi |

| Arbitro: | Mazzoleni (Bergamo) |

|          |           |                                                              |
| Zaza 66’ | Marcatori | 43’ Greco 69’ (aut.) Rosati 74’ Paulinho 85’ (rig.) Emeghara |

| Arbitro: | Gervasoni (Mantova) |

|                   |           |  |
| Paulinho 66’, 72’ | Marcatori |  |

| Genova 22 settembre 2013, ore 15:00 CEST 4ª giornata | Genoa                | 0 – 0 referto | Livorno | Stadio Luigi Ferraris (18.956 spett.)\| Arbitro: \| Giacomelli (Trieste) \| |
| Arbitro:                                             | Giacomelli (Trieste) |               |         |                                                                             |

| Arbitro: | Pairetto (Nichelino) |

|          |           |            |
| Luci 23’ | Marcatori | 53’ Ibarbo |

| Arbitro: | Tommasi (Bassano del Grappa) |

|                                |           |               |
| Iturbe 40’ Jorginho 74’ (rig.) | Marcatori | 45+1’ Rinaudo |

| Arbitro: | Bergonzi (Genova) |

|                                             |           |  |
| Pandev 3’ Inler 26’ Callejón 54’ Hamšík 83’ | Marcatori |  |

| Arbitro: | Celi (Bari) |

|                 |           |                                    |
| Siligardi 90+2’ | Marcatori | 19’ (rig.) Éder 90+6’ (rig.) Pozzi |

| Arbitro: | Tagliavento (Terni) |

|           |           |  |
| Crespo 3’ | Marcatori |  |

| Arbitro: | Valeri (Roma) |

|                                    |           |                                      |
| Paulinho 25’ Greco 33’ Emerson 62’ | Marcatori | 4’ Immobile 7’ Glik 87’ (rig.) Cerci |

| Arbitro: | Russo (Nola) |

|              |           |  |
| Paulinho 11’ | Marcatori |  |

| Arbitro: | Peruzzo (Schio) |

|                                 |           |  |
| Bardi 30’ (aut.) Nagatomo 90+1’ | Marcatori |  |

| Arbitro: | Massa (Imperia) |

|  |           |                        |
|  | Marcatori | 63’ Llorente 75’ Tévez |

| Arbitro: | Rocchi (Firenze) |

|                                     |           |  |
| Rigoni 36’ Théréau 77’ Paloschi 79’ | Marcatori |  |

| Arbitro: | Guida (Torre Annunziata) |

|                            |           |                   |
| Siligardi 26’ Paulinho 58’ | Marcatori | 7’, 83’ Balotelli |

| Arbitro: | Peruzzo (Schio) |

|                |           |  |
| Klose 19’, 26’ | Marcatori |  |

| Arbitro: | Doveri (Roma 1) |

|               |           |                           |
| Siligardi 32’ | Marcatori | 10’ N. López 65’ Heurtaux |

| Arbitro: | Tagliavento (Terni) |

|               |           |  |
| Rodriguez 66’ | Marcatori |  |

| Arbitro: | Irrati (Pistoia) |

|  |           |                                       |
|  | Marcatori | 2’ Palladino 86’, 90+3’ (rig.) Amauri |

#### Girone di ritorno
| Arbitro: | Russo (Nola) |

|                                    |           |  |
| Destro 6’ Strootman 36’ Ljajic 78’ | Marcatori |  |

| Arbitro: | Celi (Bari) |

|                                   |           |                    |
| Greco 4’ Paulinho 11’ Benassi 26’ | Marcatori | 28’ (rig.) Berardi |

| Arbitro: | Bergonzi (Genova) |

|                                          |           |                                       |
| Bergessio 61’ Barrientos 75’ Almirón 88’ | Marcatori | 50’, 77’ Emeghara 72’ (rig.) Paulinho |

| Arbitro: | Gervasoni (Mantova) |

|  |           |               |
|  | Marcatori | 10’ Antonelli |

| Arbitro: | De Marco (Chiavari) |

|          |           |                                 |
| Nenê 64’ | Marcatori | 43’ Emerson 53’ (rig.) Paulinho |

| Arbitro: | Peruzzo (Schio) |

|                        |           |                                    |
| Paulinho 72’ Greco 73’ | Marcatori | 33’ Jankovic 43’ Rômulo 45+1’ Toni |

| Arbitro: | Mazzoleni (Bergamo) |

|                  |           |                    |
| Reina 39’ (aut.) | Marcatori | 32’ (rig.) Mertens |

| Arbitro: | Giacomelli (Trieste) |

|                                                             |           |                |
| Krstičić 49’ Ceccherini 53’ (aut.) Okaka 68’ Gabbiadini 75’ | Marcatori | 19’, 27’ Mbaye |

| Arbitro: | Bergonzi (Genova) |

|                          |           |                               |
| Benassi 46’ Paulinho 52’ | Marcatori | 86’ (rig.) Christodoulopoulos |

| Arbitro: | Russo (Nola) |

|                        |           |               |
| Immobile 25’, 60’, 67’ | Marcatori | 89’ Siligardi |

| Arbitro: | De Marco (Chiavari) |

|                       |           |  |
| De Luca 22’ Denis 59’ | Marcatori |  |

| Arbitro: | Calvarese (Teramo) |

|                           |           |                            |
| Paulinho 54’ Emeghara 85’ | Marcatori | 37’ Hernanes 45+1’ Palacio |

| Arbitro: | Gervasoni (Mantova) |

|                   |           |  |
| Llorente 32’, 35’ | Marcatori |  |

| Arbitro: | Damato (Barletta) |

|                                  |           |                                            |
| Siligardi 6’ Paulinho 33’ (rig.) | Marcatori | 9’, 45+2’, 56’ (rig.) Paloschi 23’ Théréau |

| Arbitro: | Irrati (Pistoia) |

|                                       |           |  |
| Balotelli 43’ Taarabt 51’ Pazzini 83’ | Marcatori |  |

| Arbitro: | De Marco (Chiavari) |

|  |           |                               |
|  | Marcatori | 15’ Mauri 56’ (rig.) Candreva |

| Arbitro: | Rocchi (Firenze) |

|                                                           |           |                              |
| Di Natale 19’, 45’ Badu 21’ Pereyra 33’ Gabriel Silva 44’ | Marcatori | 13’, 29’ Paulinho 88’ Mesbah |

| Arbitro: | Giacomelli (Trieste) |

|  |           |              |
|  | Marcatori | 57’ Cuadrado |

| Arbitro: | De Marco (Chiavari) |

|                 |           |  |
| Amauri 62’, 80’ | Marcatori |  |

### Coppa Italia

#### Turni preliminari
| Arbitro: | De Marco (Chiavari) |

|  |           |            |
|  | Marcatori | 44’ Ângelo |

## Statistiche

### Statistiche di squadra
| Competizione | Punti | In casa | In casa | In casa | In casa | In casa | In casa | In trasferta | In trasferta | In trasferta | In trasferta | In trasferta | In trasferta | Totale | Totale | Totale | Totale | Totale | Totale | DR  |
| Competizione | Punti | G       | V       | N       | P       | Gf      | Gs      | G            | V            | N            | P            | Gf           | Gs           | G      | V      | N      | P      | Gf     | Gs     | DR  |
| ------------ | ----- | ------- | ------- | ------- | ------- | ------- | ------- | ------------ | ------------ | ------------ | ------------ | ------------ | ------------ | ------ | ------ | ------ | ------ | ------ | ------ | --- |
| Serie A      | 25    | 19      | 4       | 5       | 10      | 23      | 33      | 19           | 2            | 2            | 15           | 10           | 31           | 38     | 6      | 7      | 25     | 33     | 64     | -31 |
| Coppa Italia | -     | 1       | 0       | 0       | 1       | 0       | 1       | 0            | 0            | 0            | 0            | 0            | 0            | 1      | 0      | 0      | 1      | 0      | 1      | -1  |
| Totale       | 25    | 20      | 4       | 5       | 11      | 23      | 34      | 19           | 2            | 2            | 15           | 10           | 31           | 39     | 6      | 7      | 26     | 33     | 65     | -32 |

### Andamento in campionato
| Giornata  | 1  | 2 | 3 | 4 | 5 | 6 | 7  | 8  | 9  | 10 | 11 | 12 | 13 | 14 | 15 | 16 | 17 | 18 | 19 | 20 | 21 | 22 | 23 | 24 | 25 | 26 | 27 | 28 | 29 | 30 | 31 | 32 | 33 | 34 | 35 | 36 | 37 | 38 |
| --------- | -- | - | - | - | - | - | -- | -- | -- | -- | -- | -- | -- | -- | -- | -- | -- | -- | -- | -- | -- | -- | -- | -- | -- | -- | -- | -- | -- | -- | -- | -- | -- | -- | -- | -- | -- | -- |
| Luogo     | C  | T | C | T | C | T | T  | C  | T  | C  | T  | C  | T  | C  | T  | C  | T  | C  | T  | T  | C  | T  | C  | T  | C  | C  | T  | C  | T  | T  | C  | T  | C  | T  | C  | T  | C  | T  |
| Risultato | P  | V | V | N | N | P | P  | P  | P  | N  | V  | P  | P  | P  | N  | P  | P  | P  | P  | P  | V  | N  | P  | V  | P  | N  | P  | V  | P  | P  | N  | P  | P  | P  | P  | P  | P  | P  |
| Posizione | 18 | 6 | 6 | 6 | 7 | 8 | 13 | 14 | 15 | 15 | 14 | 15 | 16 | 18 | 18 | 18 | 19 | 19 | 19 | 19 | 19 | 18 | 18 | 17 | 18 | 18 | 18 | 17 | 18 | 18 | 18 | 18 | 18 | 19 | 19 | 20 | 20 | 20 |

Fonte:  Serie A – Classifiche, su sport.sky.it, Sky Sport. URL consultato il 14 maggio 2014 (archiviato dall'url originale l'11 settembre 2014).
Legenda:

Luogo: C = Casa; T = Trasferta. Risultato: V = Vittoria; N = Pareggio; P = Sconfitta.